# Romeo Raicu
Romeo Marius Raicu (n. 3 noiembrie 1963, București) este un politician român, fost membru al Parlamentului României în legislațiile 2000-2004 și 2004-2008. În noaptea de 21 decembrie 1989, Romeo Raicu a participat la revoluția română, fiind unul din liderii Baricadei de la Intercontinental. La 22 decembrie 1989 a fost unul dintre primii tineri care au intrat în clădirea fostului Comitet Central.
În 27 decembrie 1989 a fost ales alături de Vasile Neacșa vicepreședinte pe probleme de tineret al CFSN. În ședința CFSN din 23 ianuarie 1990 a fost unul din cei 8 membri care au votat împotriva transformării CFSN în partid politic.
A făcut parte din echipa lui Petre Roman la Convenția FSN din martie 1992 , în urma căreia Ion Iliescu și susținătorii lui au părăsit FSN-ul .
A făcut parte din echipa lui Petre Roman la Convenția PD din mai 2001 , în urma căreia Traian Băsescu a preluat funcția de președinte al PD .
A făcut parte din echipa lui Vasile Blaga la Convenția PDL din 2011 .

## Distincții, decorații
- Luptător cu merite deosebite pentru Victoria Revoluției din decembrie 1989
- Ordinul național „Serviciul Credincios” în grad de cavaler, 2007

## Studii
- Liceul matematică-fizică nr 4 1978-1982
- Facultatea de utilaj tehnologic ICB 1983-1988
- Centrul european de studii ptr securitate George C. Marshall - 1998

## Funcții ocupate
- Membru CFSN
- Membru CPUN
- Membru fondator PD
- Vicepreședinte PD 2005-2007
- Vicepreședinte PDL 2007-2012  ;  2013-2014
- Vicepreședinte PNL 2014 - 2016
- Președinte Comisia parlamentară ptr controlul activității SIE 2005-2007
- Vicepreședinte delegația română  AP NATO

## Alte activități
Din 2004 a fost numit de Ion Iliescu în Colegiul Național al Institutului Revoluției Române